# Hans Kovermann
Bernhard Heinrich Johannes "Hans" Kovermann (* 22. Oktober 1918 in Osnabrück; † 14. März 1986 in Stendal) war ein deutscher Fußballspieler.
Er spielte für den VfL Osnabrück um die deutsche Fußballmeisterschaft und für den 1. FC Lok Stendal in der DDR-Oberliga.
Er bestritt alle sechs Meisterschaftsspiele des VfLs in der Saison 1939/40, allerdings konnte sich die Mannschaft nicht für das Ligahalbfinale qualifizieren. Daneben hatte er zwei Einsätze im Tschammerpokal. Nach dem Krieg bestritt er 133 Spiele für Stendal in der DDR-Oberliga. Dort spielte durchgehend um den Klassenerhalt und als Stendal 1954 tatsächlich abstieg, beendete er seine Karriere 35-jährig. Er steht auf Platz 10 der Oberliga-Rekordspieler Stendals.